# Cicurina menardia
Cicurina menardia är en spindelart som beskrevs av Willis J. Gertsch 1992. Cicurina menardia ingår i släktet Cicurina och familjen kardarspindlar. Inga underarter finns listade i Catalogue of Life.